# U-Bahn-Station Roßauer Lände
Die Station Roßauer Lände der Linie U4 der Wiener U-Bahn befindet sich im 9. Wiener Gemeindebezirk, Alsergrund. Der Name entspricht der Straße Rossauer Lände (in der alten Schreibweise), die nach dem historischen Bezirksteil Rossau benannt ist.
Die Station verfügt über zwei Außenbahnsteige, befindet sich in der Galeriestrecke parallel zum Donaukanal und erstreckt sich zwischen der Mosergasse und etwa dem Siemens-Nixdorf-Steg.

## Geschichte

### Dampfstadtbahn
Errichtet wurde die Station für die Donaukanallinie der Wiener Dampfstadtbahn. In deren frühen Planungen taucht sie teilweise noch als Rossau oder Elisabethquai auf. Die im Auftrag der Commission für Verkehrsanlagen in Wien von Otto Wagner gestaltete Haltestelle wurde im März 1900 baulich fertiggestellt und am 6. August 1901 eröffnet. Ihr betriebliches Kürzel lautet RL, sie entspricht dem Typ der Tiefbahnstation, wie Wagner sie entwickelte, der ästhetisch etwas moderner ist als derjenige der Hochbahnstationen.
Gemäß Stadtratsentscheidung vom 1. Mai 1903 erhielt die Station schließlich bald nach der Eröffnung den Namen Elisabethpromenade. Diese Entscheidung wurde zwar – nach Ende der Monarchie – zum 6. November 1919 revidiert, hatte aber zunächst keine praktischen Auswirkungen, weil der Dampfstadtbahnbetrieb auf der Donaukanallinie zum 8. Dezember 1918 wegen Kohlemangels komplett eingestellt werden musste. In Folge der Orthographischen Konferenz von 1901 wurde die Schreibweise außerdem zu Roßauer Lände mit “ß” abgewandelt.

### Elektrische Stadtbahn und U-Bahn
1923 pachtete die Gemeinde Wien die Stadtbahn, ausgenommen die Vorortelinie vom Staat, elektrifizierte die Strecken und eröffnete sie als Wiener Elektrische Stadtbahn wieder. So wurde auch die Station Roßauer Lände, nach fast acht Jahren Betriebspause, ab dem 20. Oktober 1925 von den Linien DG, GD und WD bedient. Zuletzt verkehrten hier am 31. März 1978 die Linien DG, GD, GW und WG, bevor schließlich ab dem 3. April 1978 die Linie U4 über Friedensbrücke hinaus bis zum Schottenring verlängert wurde und damit auch in der Station Roßauer Lände das U-Bahn-Zeitalter begann.
Am Ausgang Grünentorgasse ist noch das Aufnahmsgebäude im Otto-Wagner-Stil erhalten, das vom Bahnsteigbereich nur per feste Stiege zu erreichen ist. Die Station verfügt über zwei andere, barrierefrei zu erreichende Zugänge. Einer davon liegt am nördlichen Ende der Bahnsteige und führt per Aufzug in Richtung Seegasse. Er wurde in den 2000er Jahren völlig neu gestaltet. Der zweite Ausgang führt vom Seitenbahnsteig in Fahrtrichtung Heiligenstadt auf den Spazierweg entlang des Donaukanals und ist ebenerdig erreichbar. Dieser Zugang wurde zu Beginn der 2000er Jahre nachträglich eingebaut.

## Galerie

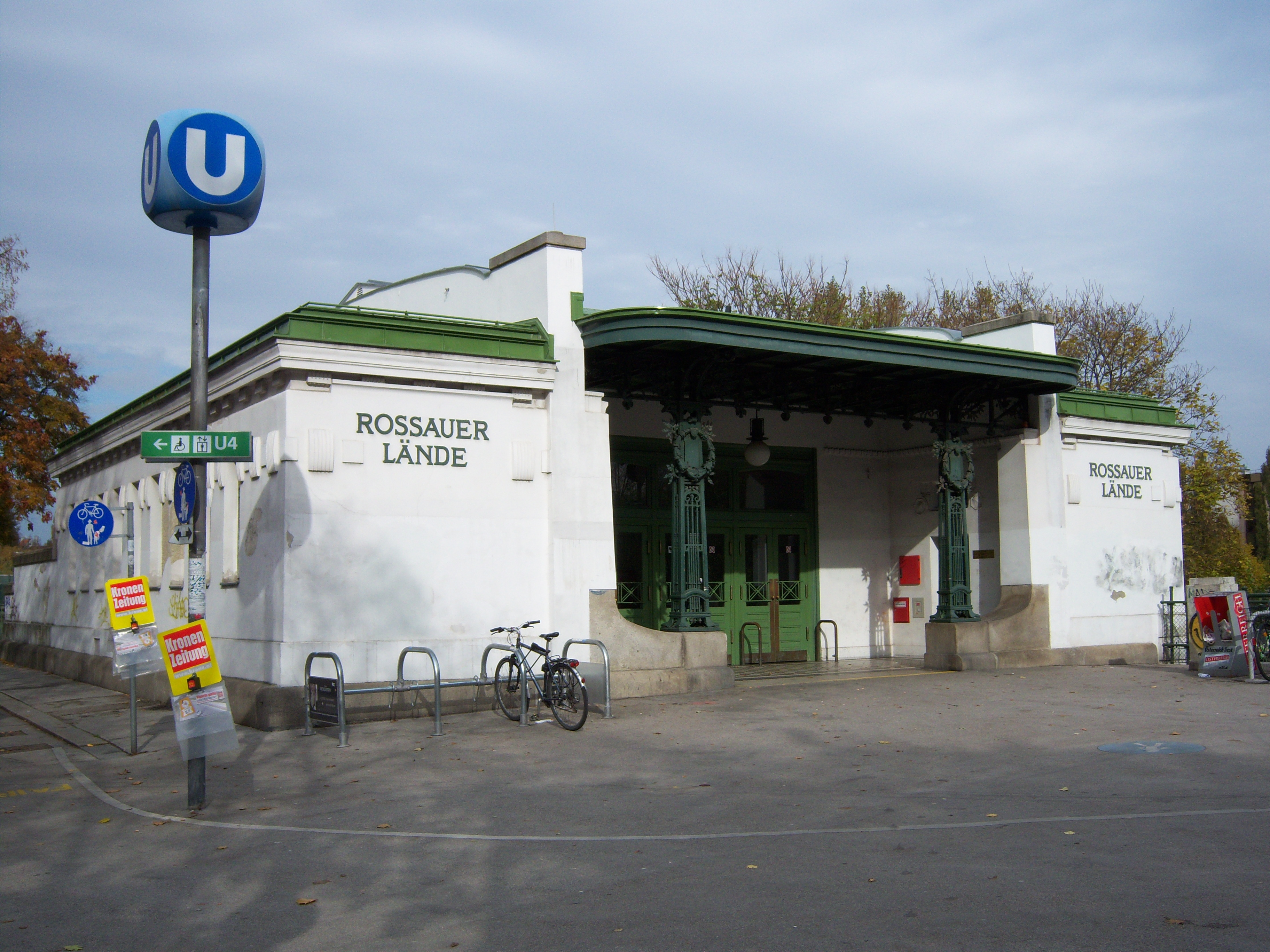
Aufnahmsgebäude von Otto Wagner
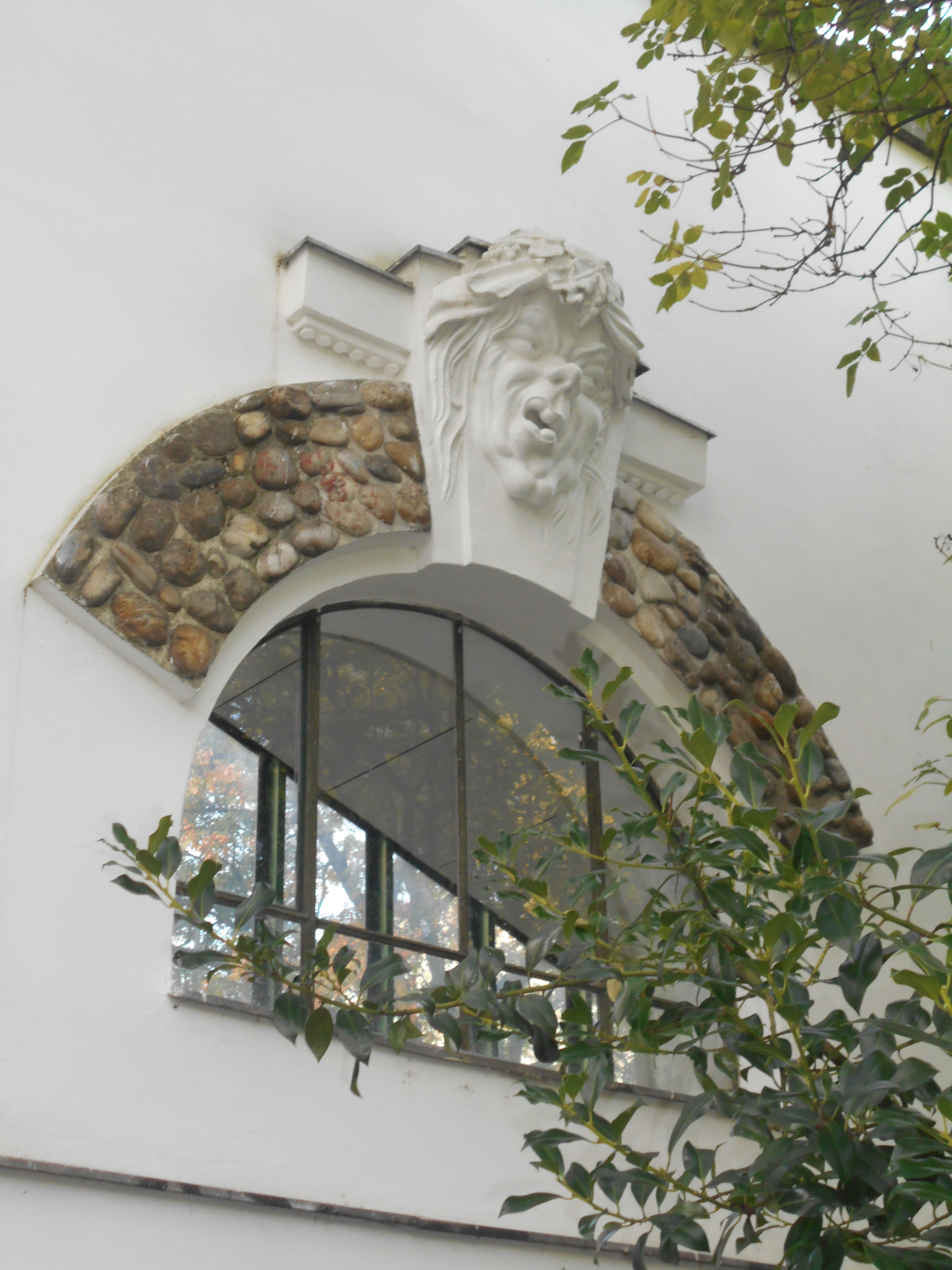
Grimassierende Maske mit Weinblättern am Stiegenabgangsfenster Richtung Donaukanal
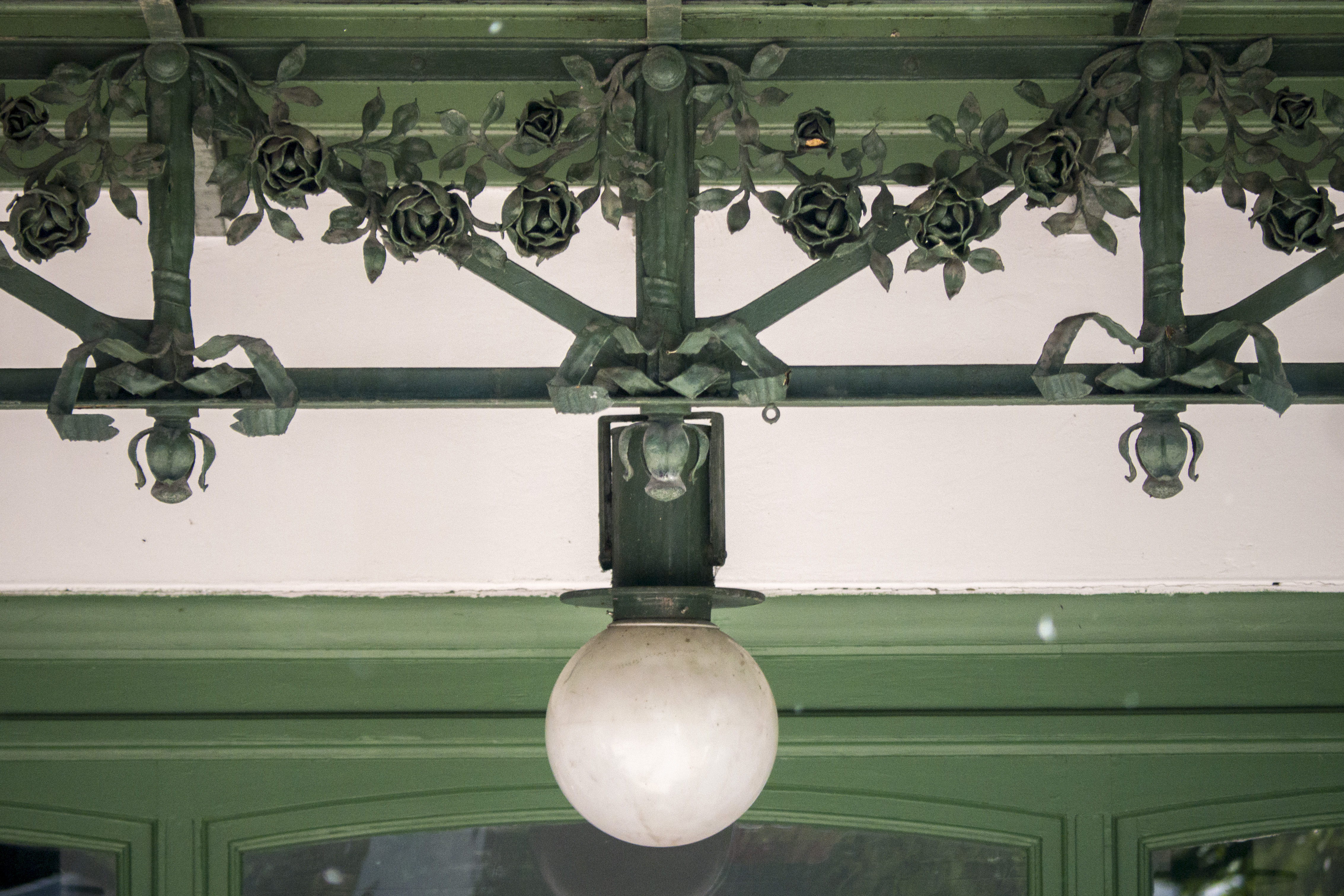
Dekorelemente im Eingangsbereich
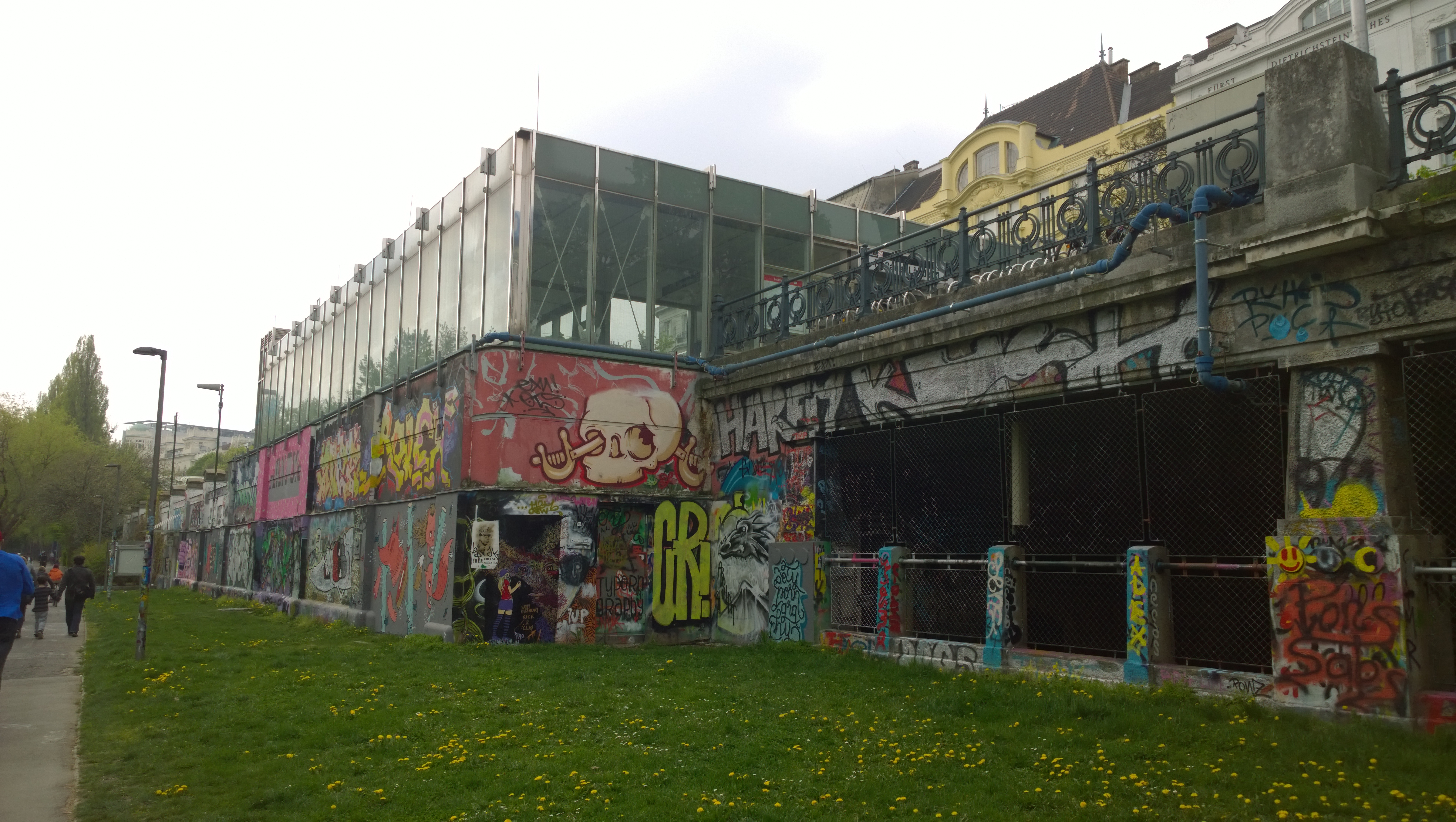
Blick von der Lände zum hinteren Ausgang, oben das typische Stadtbahngeländer